# Armeria
Armeria es el nombre botánico de un género de plantas con flores. El género cuenta con cientos de especies, muchas de ellas nativas del Mediterráneo, menos Armeria maritima, que aparece distribuida a lo largo de las costas del Hemisferio Norte.  Comprende 270 especies descritas y de estas, solo 93 aceptadas.

## Taxonomía
El género fue descrito por Carl Ludwig Willdenow y publicado en Enumeratio Plantarum Horti Botanici Berolinensis, . . . 1: 333–335. 1809. La especie tipo es: Armeria vulgaris.
Etimología
Armeria: nombre genérico que proviene del francés antiguo armerie, armorie, armoire = "cierto tipo de clavel", según algunos autores Dianthus armeria. Al parecer, fue Clusio el primer botánico que llamó a alguna de estas plumbagináceas “Armerius montanus...”

## Algunasespeciesysubespecies
- Armeria alboi
- Armeria alliacea
- Armeria alliana
- Armeria alpina
  - Armeria alpina subsp. alpina
  - Armeria alpina subsp. bubanii
  - Armeria alpina subsp. occasiana
- Armeria arenaria
  - Armeria arenaria subsp. arenaria
  - Armeria arenaria subsp. segoviensis
  - Armeria arenaria subsp. microcephala
  - Armeria arenaria subsp. vestita
- Armeria beirana
- Armeria berlengensis (Islas Berlengas, Portugal)
- Armeria bigerrensis
  - Armeria bigerrensis subsp. bigerrensis (Gredos)
  - Armeria bigerrensis subsp. legionensis
  - Armeria bigerrensis subsp. losae (Picos de Urbión)
  - Armeria bigerrensis subsp. microcephala (Moncayo)
- Armeria bourgaei subsp. willkommiana
- Armeria bubanii
- Armeria caballeroi
- Armeria caespitosa
  - Armeria caespitosa subsp. gredensis
  - Armeria caespitosa rubra
- Armeria cantabrica
- Armeria capitella
- Armeria cariensis
- Armeria carratracensis
- Armeria castellana
- Armeria castroviejoi
- Armeria ciliata
- Armeria colorata Pau (endemismo de Sierra Bermeja)
- Armeria daveaui
- Armeria depilata
- Armeria duriaei
- Armeria eriophylla
- Armeria euscadiensis
- Armeria filicaulis subsp. trevenqueana
- Armeria filicaulis subsp. nevadensis
- Armeria gaditana Boiss.
- Armeria genesiana
  - Armeria genesiana subsp. belmontei
- Armeria girardii
- Armeria hirta Willd.
- Armeria hispalensis Pau. Endemismo de Andalucía occidental
- Armeria humilis
- Armeria juniperifolia
- Armeria lacaitae
- Armeria lanceobracteata
- Armeria langei
- Armeria linkiana Nieto Feliner. Endemismo ibérico
- Armeria littoralis
- Armeria leucocephala
- Armeria macrophylla
- Armeria maderensis
- Armeria maritima
  - Armeria maritima subsp. andina
  - Armeria maritima subsp. californica
  - Armeria maritima subsp. elongata
  - Armeria maritima subsp.  maritima
  - Armeria maritima subsp. miscella
  - Armeria maritima subsp. sibirica
- Armeria merinoi
- Armeria muelleri
- Armeria nebrodensis
- Armeria pinifolia
- Armeria platyphyla
- Armeria plantaginea
  - Armeria plantaginea subsp. segoviensis
- Armeria pseudoarmeria
- Armeria pubigera
  - Armeria pubigera subsp. depilata
- Armeria pubinervis
- Armeria pungens (Link) Hoffmans & Link
- Armeria rivasmartinezii (endémica de Gredos)
- Armeria rumelica
- Armeria x salmantica (endémica de Peña de Francia)
- Armeria sampaioi
- Armeria sardoa
- Armeria segoviensis
- Armeria splendens
  -  Armeria splendens subsp. biguerrensis
  -  Armeria splendens subsp. splendens (endémica de Sierra Nevada)
- Armeria trachyphylla
- Armeria transmontana
- Armeria undulata
- Armeria velutina Boiss. & Reut., Endemismo ibérico
- Armeria vestita
- Armeria villosa
  - Armeria villosa subsp. longearistata
  - Armeria villosa Girard subsp. villosa (endemismo rondeño de la Sierra de las Nieves)
- Armeria vulgaris
- Armeria welwitschii